# Louis Gooren
Ludovicus Johannes Gerardus (Louis) Gooren (Wanssum, 14 december 1943 – Amsterdam, 17 september 2023) was een Nederlands endocrinoloog die bekend is van zijn werk met transseksuelen en transgenders.
Gooren studeerde geneeskunde aan de Katholieke Universiteit Nijmegen en specialiseerde zich in de interne geneeskunde, specifiek endocrinologie, aan de Vrije Universiteit Amsterdam. Hij was vanaf 1976 als endocrinoloog, androloog verbonden aan het Academisch Ziekenhuis van de Vrije Universiteit. Hij was werkzaam bij de eerste Nederlandse genderkliniek die in 1973 gestart was door dr. Gerhardus Hellinga (1906–1991) en waarvan Gooren in 1977 de leiding overnam. Hierin had ook plastisch chirurg Freerk Bouman (1926-2010) een grote rol. In 1981 promoveerde hij aan de Vrije Universiteit op het proefschrift Testicular hormones and the secretion of LH, FSH, and prolactin. In 1988 werd Gooren bijzonder hoogleraar transseksualiteit aan de Vrije Universiteit. Gooren was internationaal actief als gastdocent. In 2008 ging Gooren met emeritaat en werd hij gedecoreerd tot ridder in de Orde van de Nederlandse Leeuw. Hierna vestigde hij zich in Thailand en bleef lezingen geven. Hij kreeg een eredoctoraat aan de Hang Tuah University in Surabaya, Indonesië.